# Transporte (contrato)
O contrato de transporte é aquele por meio do qual o transportador se obriga a receber pessoas ou coisas, animadas ou inanimadas, e levá-las até o lugar do destino, com segurança, presteza e conforto. O contrato é celebrado entre o transportador e o transportado, no contrato de transporte de pessoas, ou entre o transportador e o expedidor ou remetente, no caso do transporte de coisa. Neste último caso, o destinatário, a quem será entregue a mercadoria, não é considerado parte do contrato.
Chama-se condutor ou transportador a quem realiza efetivamente o transporte, podendo se tratar tanto de pessoa física como pessoa jurídica. Normalmente, a atividade é desenvolvida sob a forma de sociedade, seja de empresa pública ou privada. Passageiro é a outra parte, no caso do transporte de pessoas; se se tratar de transporte de coisas, há a figura do expedido ou do remetente. Apesar do nome expedidor, este não se confunde com o contrato de expedição, em que uma pessoa se obriga a providenciar o transporte de mercadorias. Já o destinatário ou consignatário é a pessoa a quem é expedida a mercadoria. O destinatário ou consignatário não é parte no contrato de transporte, mas têm direitos contra o transportador. A remuneração usualmente atribuída ao transportador é chama de frete.'
Para que haja contrato de transporte, não basta que haja deslocamento de pessoas ou coisas de um lugar para o outro; é preciso que o objeto do contrato seja especificamente o deslocamento, pois a relação de transporte poderia também se apresentar como acessória de outro negócio jurídico, como na hipótese em que o fabricante vende uma mercadoria que deverá ser entregue em outra praça. Nesse caso, o transporte é secundário ou acessório à outra prestação, de forma que o vendedor, na espécie, não pode ser considerado um verdadeiro transportador.

## Elementos distintivos
Em razão de suas especificidades, o contrato de transporte não costuma ser confundido com outras espécies contratuais. No entanto, lembra Humberto Theodoro Júnior que o transporte, como atividade, “é antiquíssimo e, nas origens, se confundia com uma locação de serviço, ou, mais especificamente, com uma empreitada, porquanto se caracterizava o transportador como alguém que se encarregava de realizar uma obra para outrem. A intensificação dos deslocamentos de pessoas e mercadorias, com a evolução do comércio e com o aprimoramento dos meios de transporte, conduziu a uma especialização da atividade, sob o ponto de vista econômico e jurídico, exigindo o estabelecimento de normas próprias para o contrato de transporte, que, assim, se desligou dos princípios da empreitada e da locação de serviços”.
O contrato de transporte não pode ser confundido com o contrato de fretamento ou de charter, em que o que se cede é o uso do transporte (ex.: navio, avião, ônibus) ao outorgado, que lhe dará o destino que quiser. No contrato de transporte, o transportador se responsabiliza pelo deslocamento de pessoas ou coisas; já no contrato de fretamento, o que se entrega é a posse do meio de transporte fretado. Dessa forma, o fretador, que é o dono do veículo, não é responsável pelo adimplemento do deslocamento por não ser transportador, nem tem qualquer relação com a custódia dos bens transportados.

## Histórico
O transporte como modalidade contratual foi regulado, pela primeira vez como contrato típico, no Código Civil de 2002. Segundo Caio Mário, o Código Comercial de 1850 já havia regulado tal contrato, mas de forma deficiente, como outros sistemas jurídicos (ex.: francês, suíço e alemão). O Código estrangeiro mais completo a respeito é o italiano de 1942, que regula o assunto mais detalhadamente. Nesse sentido, o contrato deixou de ser uma mera modalidade da prestação de serviços para se tornar uma relação contratual autônoma, com regras próprias. Tal mudança se fez necessária diante do desenvolvimento dos meios de transporte, tanto os de pessoas como os de carga, e especialmente em razão de os contratos serem, geralmente, de adesão.

## Natureza jurídica

### Consensualidade
Para diversos autores, dependendo do objeto, o contrato pode ser consensual ou não. Assim, caso se trate de transporte de pessoas, há contrato consensual; porém, se se tratar de transporte de coisas, o contrato é real. Nesse sentido, o acordo de vontades originaria apenas promessa de contratar. No transporte de pessoas não seria possível defender que se trate de contrato real, uma vez que isso quebraria a unidade do próprio negócio jurídico – afinal, faz-se a tradição de qual bem no transporte de pessoas?
Orlando Gomes discorda dessa concepção, dizendo que “a categoria dos contratos reais é repelida na doutrina moderna por se chocar com o princípio do consensualismo, dominante no direito contratual. Entende-se atualmente que o contrato de transporte, tanto de pessoas como de coisas, é consensual, tornando-se perfeito e acabado quando as partes cruzam suas vontades”. No mesmo sentido, Caio Mário considera essa concepção ultrapassada, pois todo contrato de transporte é sempre consensual, não havendo nenhuma diferença em relação à promessa de transportar. A entrega da mercadoria, nesse sentido, é apenas um primeiro ato de execução, não sendo essencial à formação do contrato. De fato, as obrigações do transportador não surgem antes do recebimento das mercadorias, mas isso não impede a formação anterior do contrato, pois ele contrai a obrigação de recebê-las.

### Onerosidade
A onerosidade é elemento essencial do contrato de transporte, pois se trata de uma atividade econômica de fim lucrativo. Apenas excepcional se verifica o transporte gratuito. Em ambos os casos, segundo Orlando Gomes, há contratos de transporte, mas apenas no caso do transporte oneroso há responsabilidade alargada do transportadora. O autor ainda distingue o transporte gratuito do de simples cortesia ou condescendência, que não forma relação contratual. Neste caso, a responsabilidade do transportador será apenas regida pela responsabilidade civil extracontratual, devendo haver reparação apenas nos casos de dolo e culpa grave. De fato, o transporte feito por amizade ou cortesia não está sujeito às regras do Código Civil, desde que seja também desinteressado. Havendo contrato gratuito interessado, em que o transportador aufere vantagens indiretas, o contrato passa a se subordinar às regras do Código Civil. Nesse sentido, entendeu o TAC-SP que a morte durante transporte do cliente pelo advogado não era por mera cortesia, havendo a responsabilidade do causídico pelo acidente ocorrido.

### Sinalagma
O contrato de transporte é bilateral e sinalagmático, por gerar obrigações recíprocas para ambas as partes. Em geral, os contratos bilaterais geral equivalência entre as prestações. No contrato de transporte coletivo, porém, é preciso considerar a existência de peculiaridades, pois o valor da passagem paga por cada passageiro é inferior ao serviço prestado pela empresa. A equivalência, na hipótese, não se dá em relação a cada uma das pessoas transportadas, mas em relação ao conjunto de pessoas, com base em cálculos atuariais.

### Obrigação de resultado
O contrato de transporte gera para o transportador uma verdadeira obrigação de resultado, isto é, de transportar o passageiro ou a coisa até o seu destino, sem avarias e mantendo a incolumidade da pessoa, a depender do tipo de transporte. Caso não se obtenha esse resultado, há inadimplemento das obrigações assumidas, pouco importando o esforço realizado pelo transportador para cumprir a obrigação. Da mesma forma, não se exime da responsabilidade provando apenas a ausência de culpa; para que se exima da responsabilidade, é preciso que prove que o dano adveio de culpa exclusiva da vítima ou de força maior.

### Bilhete e conhecimento
Em geral, as mercadorias expedidas são relacionadas em documentos chamados conhecimentos. Caso se trate de transporte de pessoas, é mais comum que se trate de passagem ou de bilhete, especialmente utilizados no transporte coletivo, à exceção do urbano. Trata-se de título de legitimação.
São enunciações obrigatórias do conhecimento: a) a data; b) indicação da natureza, qualidade, quantidade, peso, conteúdo, marca e outros dados que sirvam à identificação da mercadoria; c) o nome do destinatário; d) o prazo do transporte; e) o montante do frete ou de outras despesas.
O conhecimento é transferível por simples endosso, representando as mercadorias que registra, equivalendo à posse destas. No conhecimento à ordem, o possuidor deve apresentar-se para receber as mercadorias, restituindo ao transportador o título.
Já no contrato de transporte de pessoas, a entrega do bilhete contra pagamento torna o contrato perfeito, podendo ser nominativo – com conferência da identidade do passageiro no momento do embarque – ou ao portador.

### Regulação de direito público ou privado?
O transporte pode constituir objeto de serviço público diretamente prestado pelo ente público ou, então, concedido a particular. Neste caso, o transportador, por mais que seja ente privado, deve obedecer às normas previstas na concessão pública. Hoje, o serviço privado de transporte encontra-se limitado ao carreto de mercadorias em curto percurso, às mudanças e ao deslocamento de pessoas por meio de transporte individual. Nesses casos, pode o transportar negociar livremente, conforme seu interesse, sendo inclusive livre a estipulação do preço.
É a mesma opinião de Zeno Veloso, segundo o qual o transporte “obedecerá, prioritariamente, ao que for estabelecido nos atos de autorização, permissão ou concessão – especialmente quanto às obrigações, itinerários, tarifas, prazos – e normas regulamentares”, sem prejuízo, porém, do que dispõe o Código Civil.

### Contrato de adesão
Em geral, o transporte de mercadorias ou pessoas realizado por empresas que se encarregam habitualmente de realizá-lo, como companhias marítimas ou aéreas, ferroviárias ou rodoviárias, obedece a tarifas uniformes e invariáveis. Há, em geral, a uniformização em contrato impresso, sendo verdadeiro caso de contrato-tipo. Não é possível, portanto, a negociação preliminar desse contrato entre o transportador e o expedidor: as cláusulas ou são aceitas, ou são rejeitadas, em bloco. Trata-se, portanto, de inequívoco contrato de adesão.

### Transporte cumulativo
Há transporte cumulativo quando a pessoa ou a mercadoria é transportada sucessivamente por diversos transportadores. Sua qualificação interessa sobretudo para a atribuição de responsabilidade entre as empresas. A princípio, poderia haver diversas soluções: a) atribui-la ao primeiro transportador, pois ele elege os transportadores seguintes; b) atribui-la também aos transportadores intermediários pela perda ou avaria ocorrida no percurso que o intermediário deve cumprir; c) atribui-la ao último transportador, que se responsabilizaria pelos danos causados pelos outros transportadores. O Código Civil, nos arts. 733 e 756, escolheu a segunda opção, determinando inclusive a responsabilidade solidária dos diversos transportadores perante a vítima.
Diverso do transporte cumulativo é o transporte sucessivo, que se caracteriza por ser uma cadeia de contratos, cada um com empresa independente das demais. Esta modalidade ocorre, por exemplo, quando uma agência de viagens vende duas passagens para duas transportadoras distintas, prevendo apenas uma possível conexão de trechos”.
É assim que o STJ tem julgado questões relativas à responsabilidade em caso de transporte cumulativo: “Se o transporte da carga é efetivamente feito por um único transportador, como no caso dos autos, esse transportador (transportador de fato) e a empresa contratada para promover o transporte internacional da mercadoria, que subcontratou a empresa aérea, (transportador contratual) são solidariamente responsáveis pelo extravio da mercadoria ocorrido durante o transporte” (REsp 900.250).

### Uber esharing economy
Ainda há grande discussão a respeito do caráter dos serviços prestados por motoristas de Uber e outros aplicativos. Não há dúvida de que o serviço oferecido é de transporte, tanto de pessoas como de coisas. A dificuldade está em saber se o contrato de transporte é realizado diretamente com a empresa Uber, sendo os motoristas considerados trabalhadores; ou, então, se cada motorista contrata diretamente com o passageiro, funcionando a Uber apenas como intermediadora das operações. O STJ parece ainda não ter decidido a questão, mas, num Conflito de Competência, parece ter pedindo para a segunda possibilidade, afirmando que: “Os fundamentos de fato e de direito da causa não dizem respeito a eventual relação de emprego havida entre as partes, tampouco veiculam   a   pretensão   de  recebimento  de  verbas  de  natureza trabalhista.  A pretensão decorre do contrato firmado com empresa detentora de aplicativo de celular, de cunho eminentemente civil. 3.  As  ferramentas  tecnológicas  disponíveis atualmente permitiram criar  uma  nova modalidade de interação econômica, fazendo surgir a economia  compartilhada  (sharing  economy),  em  que a prestação de serviços  por detentores de veículos particulares é intermediada por aplicativos  geridos  por empresas de tecnologia. Nesse processo, os motoristas,  executores  da  atividade,  atuam  como  empreendedores individuais,  sem  vínculo  de emprego com a empresa proprietária da plataforma”. Nesse sentido, ao ter afirmado a competência da justiça estadual, o STJ parece ter pendido para a inexistência de relação de emprego no caso concreto.
Além disso, a Lei 13.640/2018 regulamentou superficialmente a matéria, indicando com clareza tratar-se de contrato de transporte. Afinal, caso os requisitos especificados na lei não sejam cumpridos, a própria lei afirma que ficará caracterizado o transporte ilegal de passageiros. A competência de regulamentação ficou delegada aos municípios, que devem exigir, no mínimo, os seguintes requisitos para o oferecimento de tal atividade:

“I - possuir Carteira Nacional de Habilitação na categoria B ou superior que contenha a informação de que exerce atividade remunerada; 
 II - conduzir veículo que atenda aos requisitos de idade máxima e às características exigidas pela autoridade de trânsito e pelo poder público municipal e do Distrito Federal; 
 III - emitir e manter o Certificado de Registro e Licenciamento de Veículo (CRLV); 
 IV - apresentar certidão negativa de antecedentes criminais.”  
Parágrafo único. A exploração dos serviços remunerados de transporte privado individual de passageiros sem o cumprimento dos requisitos previstos nesta Lei e na regulamentação do poder público municipal e do Distrito Federal caracterizará transporte ilegal de passageiros.”

## Espécies
Após fixar as regras gerais, o Código trata separadamente de duas espécies do contrato de transporte: o de pessoas e de coisas, devido à necessidade de regulação em separado desses dois subtipos.

### Transporte de pessoas

#### Obrigações fundamentais
O transportador de pessoas se obriga, fundamentalmente, a conduzir a pessoa de um lugar para o outro em tempo certo, previamente estabelecido ou publicado, ou segundo o estipulado. Depois de grandes polêmicas, decidiu-se que, segundo o art. 735 do Código Civil a responsabilidade do condutor é contratual. Como consequência, tem responsabilidade objetiva pelos acidentes ocorridos durante a viagem à pessoa transportada ou às suas bagagens. O princípio da responsabilidade objetiva, originariamente previsto para a responsabilidade nas estradas de ferro, ampliou-se para todas as modalidades de contrato. Por consequência desse princípio, o transportado não tem de fazer prova da culpa do transportador, mas apenas do dano.
Já a contratação no transporte de pessoas é distinta da contratação comum. Assim, “[a] partir do momento em que um individuo acena para um veículo de transporte público, já o contrato teve início, diante da oferta permanente em que se encontra o veículo de trânsito. A responsabilidade pela integridade da pessoa do passageiro só se inicia, porém, a partir do momento em que esse mesmo passageiro incide na esfera da direção do transportador. Segue-se que o próprio ato de o passageiro galgar o veículo já o faz entrar na esfera da obrigação de garantia”.
Em algumas modalidades, como o transporte aéreo, o momento da contratação distingue-se com grande clareza do momento da execução. Já no transporte rodoviário, como a própria rodoviária não é de propriedade da companhia transportadora, a responsabilidade desta só se inicia no momento do embarque do passageiro. No entanto, se o passageiro vem a se ferir em razão de queda ocorrida durante o embarque, porque o ônibus movimentou-se abruptamente, por exemplo, há responsabilidade do transportador, pois o contrato já teve sua execução iniciada.

#### Responsabilidade
O art. 735 do Código Civil inova ao prever expressamente a responsabilidade ao transportador mesmo quando o dano é causado por terceiro. A solução é positiva, pois, até então, havia polêmica na doutrina e na jurisprudência a respeito do fato de terceiro ser ou não excludente dessa responsabilidade. A regulação atual faz com que o fato de terceiro esteja abrangido na responsabilidade do transportador, ficando excluída apenas a responsabilidade por força maior. Atribui-se, suplementarmente, o direito do transportador que indeniza a vítima por fato de terceiro a perseguir regressivamente o terceiro causador do dano. Não se admite, no transporte de pessoas, cláusula de limitação da responsabilidade.
O dever de transportar a pessoa e levá-la até o seu destino permanece mesmo que ocorra interrupção por fato alheio à vontade do transportador, não importando ser o fato previsível ou imprevisível. Nessa situação, o transportador fica obrigado a concluir o transporte em outro veículo da mesma categoria. Caso mesmo isto não seja possível, admite-se que ele mude a modalidade de transporte (ex.: aéreo x rodoviário), desde que haja consentimento do passageiro. Consentindo este, o transportador segue se responsabilizando pelas suas despesas com estada e alimentação até o transporte final.
Atualmente, não se admite mais que o transportador se exima de sua responsabilidade pela indenização aos prejuízos causados alegando fato de terceiro. Nesse sentido, o transportador deve primeiro indenizar o passageiro para depois discutir a culpa pelo acidente, em eventual ação regressiva movida contra o terceiro. Não importa, portanto, que o evento tenha ocorrido porque o veículo foi “fechado” ou abalroado por outro. O fato de terceiro só tem o condão de afastar a responsabilidade quando advir de causa totalmente estranha ao transporte, eliminando totalmente a relação de causalidade entre o dano e o desempenho do contrato. Em geral, é o caso do ferimento por bala perdida.
Não se admite que o transportador de pessoas recuse passageiros conforme sua discricionariedade: ele se encontra permanentemente em estado de oferta. O art. 739 do Código Civil admite a recusa de passageiros apenas nos casos previstos nos regulamentos, ou por questões de higiene ou de saúde do interessado. O regulamento, a que o Código se refere, não é o elaborado unilateralmente pela empresa do transportador, mas o ato normativo da agência reguladora do transporte respectivo.

#### Fortuito interno e fortuito externo
Apesar de se dizer que não há responsabilidade do transportador havendo caso fortuito, fez grande sucesso na doutrina e na jurisprudência a distinção elaborada originalmente por Agostinho Alvim entre fortuito interno e exterior. O interno está ligado à pessoa, à coisa ou à empresa do agente, ao passo que o externo é uma causa estranha, ligada à natureza, estranha também à pessoa do agente e às máquinas. Nesse sentido, apenas o fortuito externo é realmente excluído da responsabilidade do transportador, de forma que o fortuito interno está contido dentro de sua responsabilidade. Assim, casos como estouro de pneus, quebra da barra de direção, problemas nos freios e outros defeitos mecânicos não afastam a responsabilidade do transportador, pois, estando intimamente ligados à sua atividade, configuram fortuito interno, e não externo.
O STJ tem tido dificuldade em dizer se a prática de atos libidinosos contra mulheres em composições ferroviárias de transporte urbano configura fortuito interno e externo, tendo uma decisão em cada sentido. Pela ausência de responsabilidade, decidiu: “ato libidinoso praticado contra passageira no interior de uma   composição   de   trem   do   metrô  paulista  -  ausência  de responsabilidade  da  transportadora. não há responsabilidade  da  empresa  de  transporte  coletivo  em  caso de ilícito alheio e estranho à atividade de transporte, pois o evento é considerado  caso fortuito ou força maior, excluindo-se, portanto, a responsabilidade da empresa transportadora”.. Em sentido contrário, isto é, pela responsabilidade, relacionando o ato libidinoso com a prestação do serviço de transporte: “É evidente que ser exposta a assédio sexual viola a cláusula de incolumidade física e  psíquica  daquele  que  é  passageiro de um serviço de transporte de pessoas. 9.  Mais que um simples cenário ou ocasião, o transporte público tem concorrido para a causa  dos  eventos  de  assédio sexual. Em tal contexto, a ocorrência  desses  fatos acaba sendo arrastada para o bojo  da  prestação  do  serviço  de transporte público, tornando-se assim  mais  um risco da atividade, a qual todos os passageiros, mas especialmente as mulheres, tornam-se sujeitos”. 
O STJ considerou fortuito externo o arremesso de pedra em direção ao trem: “Arremesso de pedra, de fora do trem, causando lesões em passageiro, é ato de terceiro, estranho ao contrato de transporte, pelo qual a companhia transportadora não responde. Recurso especial conhecido e provido”.  Também considerou fortuito externo a colocação de uma bomba em um trem: “O depósito de artefato explosivo na composição ferroviária por terceiro não é fato conexo aos riscos inerentes do deslocamento, mas constitui evento alheio ao contrato de transporte, não implicando responsabilidade da transportadora”.
Caso haja mudança do meio de transporte – o que sempre acontece com o consentimento do passageiro -, a responsabilidade do transportador se alarga, de forma que aquilo que seria fortuito externo acaba se tornando interno. Há um interessante caso julgado pelo STJ em que, na impossibilidade da empresa aérea levar a pessoa a determinado lugar por avião, encaminhou-a ao mesmo destino de ônibus. No trajeto, houve então um assalto. O STJ reconheceu que, apesar de o Tribunal entender normalmente que não haveria responsabilidade, configurando-se fortuito externo, a ocorrência da mudança da modalidade concorreu para que isso acontecesse, de forma que a empresa transportadora acabou responsabilizada. Nesse sentido, reconheceu o tribunal que: “a jurisprudência do STJ reconhece que o roubo dentro de ônibus configura hipótese de fortuito externo, por  se  tratar  de  fato  de  terceiro inteiramente independente ao transporte  em  si,  afastando-se,  com  isso, a responsabilidade da empresa transportadora por danos causados aos passageiros.  Não  obstante  essa  seja  a  regra,  o caso em análise guarda peculiaridade  que comporta solução diversa. Com efeito, a alteração substancial  e  unilateral  do contrato firmado pela recorrente – de transporte aéreo para terrestre -, sem dúvida alguma, acabou criando uma   situação  favorável  à  ação  de  terceiros  (roubo),  pois  o transporte rodoviário é sabidamente muito mais suscetível de ocorrer crimes  dessa  natureza,  ao  contrário  do  transporte aéreo. Dessa forma,  a  conduta da transportadora concorreu para o evento danoso, pois  ampliou significativamente o risco de ocorrência desse tipo de situação,  não  podendo,  agora,  se valer da excludente do fortuito externo  para se eximir da responsabilidade”.

#### Responsabilidade constitucional
No que diz respeito à responsabilidade extracontratual, ligada essencialmente aos danos cometidos a terceiros que não são passageiros, a Constituição Federal, no seu art. 37, §6º, estipulou que as permissionárias de serviço público respondem objetivamente, na modalidade do risco administrativo, pelos danos que seus agentes causarem a terceiro. Não se eximem da indenização caso provem não ter tido culpa; para eximir-se, é preciso que rompam o nexo de causalidade, alegando, por exemplo, culpa exclusiva da vítima, fato exclusivo de terceiro ou fortuito externo. O STJ tem reconhecido, em geral, que disparos efetuados por terceiros contra trens ou ônibus, ou ainda no interior do ônibus não são da responsabilidade do transportador.

#### Responsabilidade objetiva
A responsabilidade objetiva, no que diz respeito ao contrato de transporte, provém de duas fontes. A primeira é o Decreto nº 2.681/1912, que prevê a responsabilidade objetiva para o caso de acidentes na linha férrea, admitindo para exclusão da responsabilidade apenas a culpa exclusiva da vítima. Já o Código de Defesa do Consumidor também manteve o princípio da responsabilidade objetiva do prestar, admitindo, porém, como excludente da responsabilidade, somente a comprovada inexistência de defeito e a culpa exclusiva da vítima ou de terceiro (art. 14, §3º, CDC). A culpa concorrente não foi considerada excludente, nem causa de redução da indenização no sistema consumerista.
O STJ considerou culpa exclusiva da vítima, elidindo o direito à indenização, o caso do surfista ferroviário, por ser passageiro irregular e configurar prática suicida: “A pessoa que se arrisca em cima de uma composição ferroviária, praticando o denominado ‘surf ferroviário’, assume as consequências de seus atos, não se podendo exigir da companhia ferroviária efetiva fiscalização, o que seria até impraticável”. No entanto, o atropelamento em via férrea não foi considerado culpa exclusiva da vítima, gerando dever de indenizar: “É civilmente responsável, por culpa concorrente, a concessionária do transporte ferroviário pelo falecimento de pedestre vítima de atropelamento por trem em via férrea, porquanto incumbe à empresa que explora essa atividade cercar e fiscalizar, devidamente, a linha, de modo a impedir sua invasão por terceiros, notadamente em locais urbanos e populosos”. 

#### Obrigação de segurança
Obrigação fundamental do transportador é a de garantir a incolumidade do passageiro durante o transporte. Assim, em caso de acidente, ele é obrigado a reparar o dano causado por responsabilidade contratual, inclusive o dano causado à bagagem do transportado. Esta responsabilidade não é excluída nem mesmo por culpa de terceiro. Neste caso, cabe ao transportador indenizar o passageiro e buscar o reembolso por ação regressiva contra terceiro. A indenização, porém, poderá ser reduzida equitativamente pelo juiz caso este verifique que houve concurso da vítima para o dano ao, por exemplo, transgredir normas ou instruções estipuladas pelo transportador.
Segundo Orlando Gomes, a obrigação de segurança não existiria no transporte clandestino, mas é duvidoso se, por exemplo, existiria caso o passageiro tivesse mudado de classe por conta própria, ou ainda se se tratasse de passageiro que não realizou o pagamento da passagem. O autor reconhece, porém, que, para a grande maioria da doutrina, a responsabilidade de indenizar, neste caso, segue existindo.

#### Bilhete de passagem
Como regra, no transporte de pessoas, o transportador emite um documento, que é um título de legitimação: o bilhete de passagem, que pode ser pessoas ou impessoal. No primeiro caso, é intransferível; no segundo, dá direito à condução de qualquer pessoa que porte o bilhete. Sua emissão, porém, não é obrigatória, pois, em alguns casos, admite-se a entrada no veículo apenas mediante pagamento, o que dispensa a emissão do bilhete. É costumeiro que, em caso de emissão do bilhete, constem dele determinadas normas de conduta a serem observadas pelo passageiro; caso haja normas abusivas, trata-se de cláusulas contratuais nulas, que não vinculam o transportado. Admite-se que o transportador também fixe algumas regras contratuais, especialmente se as fixas em locais visíveis (art. 738 do Código Civil).

#### Valor da bagagem
Admite-se que o transportador exija a declaração de valor da bagagem que o passageiro leva consigo, conforme o art. 734, parágrafo único do Código Civil. A utilidade desta cláusula está em limitar a indenização que será paga em caso de eventual perda da bagagem, de forma que as partes não poderão discutir futuramente a quantia da indenização por dano material, ficando em aberto apenas os danos morais.

#### Inadimplemento do transportado
Caso o passageiro comporte-se mal durante o trajeto, transgredindo as normas estabelecidas para o transporte, isto pode levar à aplicação de sanções, incluindo a retirada compulsória do transporte. Da mesma forma, caso o passageiro sofra um dano durante o percurso, que esteja ligado ao fato de não ter obedecido às normas regulamentares, permite-se que o juiz reduza sua indenização equitativamente diante da concorrência de culpas (cf. art. 738, parágrafo único do Código Civil). É possível, ainda, que o eventual dano provenha de fato exclusivo da vítima, o que gera ausência de responsabilidade do transportador.
É dever do transportado apresentar-se pontualmente para o embarque na hora fixada para a saída do veículo, não tendo qualquer direito se chegar atrasado – a não ser que prove que outra pessoa foi em seu lugar, caso em que terá direito ao reembolso do valor da passagem (art. 740, §2º do Código Civil). No entanto, se a viagem atrasada, o passageiro poderá pedir perdas e danos, desde que comprove o prejuízo que sofreu.

#### Transporte por mera cortesia
O contrato de transporte se distingue do transporte de pessoa ou coisa por mera cortesia, sem caráter obrigatório. Neste último caso, não há contrato: como o transporte é amigável, a eventual responsabilidade do transportador que possa haver se regula pela responsabilidade civil extracontratual. É o próprio art. 736 do Código Civil que afasta a aplicabilidade das normas do contrato de seguro aos casos de transporte realizado em caráter gratuito. Observe-se, todavia, que há transportes gratuitos que não se fazem por mera cortesia, mas por haver verdadeiro interesse econômico do transportador disfarçado. Caso haja interesse econômico do transportador – e, portanto, não haja mera cortesia -, há formação do contrato de transporte, com a aplicação das regras vistas acima.

#### Remuneração do transportador
No transporte de pessoas, é devida a retribuição pelo serviço, segundo aquilo que foi estipulado no contrato, ou o costume. Mais comumente, seguem-se as tarifas difundidas e expostas ao público, às quais deve atender o transportado, já que o transportador não pode alterá-las sem aviso prévio. A razão está em que as empresas concessionárias de serviço público se sujeitam a obedecer às tabelas oficiais aprovadas pelo poder concedente. Não há momento específico para o pagamento, podendo ele acontecer antes, durante ou depois do transporte. Caso não haja o pagamento, pode o transportador reter a bagagem do passageiro até que se faça o pagamento.

#### Rescisão unilateral do transportador
O art. 740 do Código Civil dá ao passageiro o direito potestativo de rescindir o contrato de transporte antes de iniciada a viagem, com direito à restituição do preço da passagem pago, desde que a desistência seja comunicada ao transportador em tempo de haver renegociação. Segundo Caio Mário, a regra é de difícil aplicação, tendo em vista que não é fácil que o passageiro comprove que o transportador conseguiu efetivamente renegociar o bilhete, a não ser que todos os lugares tenham sido vendidos.
É possível também que o passageiro desista durante o percurso, tendo direito à restituição do valor referente ao trecho não percorrido. Para isso, todavia, é preciso que o passageiro comprove que outro passageiro assumiu o seu lugar. Em ambas as hipóteses de rescisão unilateral já referidas, dá o Código ao transportador o direito de reter até 5% do valor da passagem a título de multa compensatória (cf. art. 470, §3º do Código Civil).

### Transporte de coisas
Já no transporte de coisas, o transportador se obriga a levar a coisa de um local para o outro, entregando-se em seu destino de acordo com o prazo dado. As coisas entregues para o transporte devem estar claramente identificadas e caracterizadas, conforme sua natureza, valor, peso e quantidade, além de outras características que permitam sua identificação em face de outras. A identificação das coisas se efetiva por um documento chamado conhecimento, no qual devem constar tanto os dados do transportador quanto os do remetente e do destinatário. Trata-se de título negociável, que pode ser transferido por mero endosso. Como o contrato de transporte não supõe nenhuma formalidade específica, o conhecimento é expedido não para a substância do contrato, mas tem apenas valor de prova. Caso seja perdido ou extraviado, admite-se a emissão de uma segunda via.
A entrega do bem ao transportador é o primeiro ato de execução do contrato de transporte de mercadorias. A entrega pode acontecer tanto nos armazéns do porto, na estação ferroviária, no próprio veículo, como em depósito mantido para esse fim. É nesse momento que o transportador se torna depositário das mercadorias recebidas e emite o conhecimento mencionado.
O transportador não está obrigado a examinar cada mercadoria entregue para transporte. O remetente assume a responsabilidade pelos danos gerados por qualquer informação inexata ou falsa prestada. O transportador tem prazo decadencial de 120 dias para reclamar os danos, segundo o art. 745 do Código Civil. Admite-se que o transportador recuse o transporte da coisa que esteja embalada de forma inadequada o que possa causar risco a pessoas, ao próprio veículo ou aos outros bens. Na verdade, ele tem mesmo o dever de recusar o transporte das coisas se tiver ciência de que não podem ser transportadas ou comercializadas, ou que não estejam acompanhadas dos documentos necessários (cf. art. 747 do Código Civil).
A responsabilidade do transporte abrange todos os riscos inerentes à coisa. Sua obrigação de guarda e conservação não se verifica exclusivamente durante o transporte, mas também enquanto a coisa estiver em seu poder, como guardada em depósito ou armazém seu. Por essa razão, o Código atribuiu ao transportador responsabilidade semelhante à do contrato de depósito, conforme o art. 751 do Código Civil.
A responsabilidade do transportador é limitada, no que diz respeito aos danos materiais, ao valor que o remetente houver atribuído no momento de preenchimento do conhecimento. Ela se inicia junto com a entrega da coisa para transporte pelo remetente e só se extingue com a entrega da coisa ao destinatário – ou, em caso de impossibilidade, de sua devolução ao remente. Caso também não seja possível encontrar o remetente, deve o transportador depositar o bem em juízo a fim de se eximir de sua responsabilidade pelos riscos de perecimento ou avarias relativos à coisa. Admite-se o depósito ainda na situação em que o transportador tenha dúvida a respeito de quem é o legitimado a recebê-la. Caso o bem seja perecível e não seja possível depositário, o Código admite que ele seja vendido e o valor resultante da venda seja depositado judicialmente. (cf. art. 755 do Código Civil).
A responsabilidade do dever de guarda e custódia do transportador conhece algumas limitações. Não se responsabiliza pelo furto, mas pelo roubo há responsabilidade. Nesse sentido, o tribunal já entendeu que o furto de carga durante o transporte noturno não configura nem caso fortuito, nem força maior, tratando-se de fato corriqueiro e previsível, que obriga à indenização. Por outro lado, “[o] roubo da mercadoria em trânsito, uma vez comprovado que o transportador não se desviou das cautelas e precaução a que está obrigado, configura força maior, suscetível, portanto, de excluir a sua responsabilidade”.
Caso o dano provenha de defeito da embalagem do produto, há também responsabilidade do transportador, pois aceitou a mercadoria sem reserva. Além disso, todas as cláusulas que afastem a responsabilidade do transportador são nulas, especialmente a clausula de não indenizar. Admite-se, por outro lado, a cláusula de limitação da responsabilidade; tampouco há razão para se proibir a pactuação de cláusula de limitação da responsabilidade, ou de cláusula penal que fixe o máximo da indenização, facilitando a liquidação do dano, desde que não se trate de valor irrisório. Nesse sentido, já decidiu o STJ que, em caso de avaria da carga, a “culpa do transportador (...) é presumida, somente admitindo-se prova consistente em casos fortuitos, força maior, ou que a perda ou avaria se deu por vício intrínseco da coisa”. 
A coisa deve ser entregue ao destinatário ou quem estivesse em posse do conhecimento devidamente endossado no destino. O Código autoriza o remetente tanto a desistir do transporte como a alterar o destinatário. Ao fazê-lo, porém, deve arcar com as despesas que houver gerado ao transportador, além de eventuais perdas e danos. Aquele que recebe a mercadoria tem o ônus de verificar o seu estado, devendo, caso a avaria seja visível, apresentar imediatamente sua reclamação. Caso não seja possível a verificação imediata, o Código atribui ao destinatário um prazo de 10 dias, contados a partir da entrega, para reclamar qualquer prejuízo. A cláusula de entrega a domicílio do destinatário deve ser expressamente convencionada e ser mencionada no conhecimento de transporte.
O destinatário não é parte no contrato, mas pode estar sujeito a obrigações eventuais. Assim, tem de entregar ao transportador o recebido da coisa transportada para que ela seja liberada. Caso o recuse, não recebe o objeto. É possível, ainda, que seja o destinatário o obrigado ao pagamento (frete a pagar), de forma que, caso ele não pague, não poderá retirar a mercadoria. Caso esta não seja retirada no prazo avençado, fica o destinatário sujeito ao pagamento da taxa de armazenagem; e, caso sua inércia se prolonga, poderá o transportador vender a coisa transportada. Por outro lado, o destinatário é credor da mercadoria a ser transportada, havendo verdadeiro caso de estipulação em favor de terceiro.
Qualquer interrupção anormal do transporte, que envolva atraso, deverá ser desde logo informada ao remetente, para que este instrua o transportador a respeito do destino que deve ser dado à coisa considerando a nova situação. Neste ínterim, o transportador fica responsável pela guarda da coisa, o que só se exclui em caso de força maior (art. 753 do Código Civil).
O destinatário tem ação direta contra o transportador, segundo o art. 754 do Código Civil. Pode deduzir em juízo, por direito próprio, algumas pretensões, como a de entrega da mercadoria, de verificação de seu estado, e de redução de preço, caso tenha havido cobrança acima da tarifa. Segundo Orlando Gomes, não se pode explicar a situação com base na estipulação a favor de terceiro, pois tal construção não explicaria, no caso do frete a pagar, a obrigação do destinatário de pagar o frente. Segundo o autor, seu direito de agir diretamente “decorre do poder de disposição da mercadoria, que lhe é transferido pelo expedido, como se reconhece até nos sistema que não atribuem ao conhecimento a condição de título de propriedade das mercadorias que representa”.

## Modalidades

### Regramento geral
O tipo do contrato de transporte é genérico, abrangendo diversos tipos mais específicos. Serve como critério, em primeiro lugar, a) aquilo que está sendo transportado, de forma que se separa o transporte de pessoas do transporte de coisas; b) o meio empregado, havendo o transporte terrestre, o marítimo ou fluvial e o aéreo; c) o terrestre, por sua vez, subdivide-se de acordo com a modalidade utilizada (ferroviário e rodoviário), bem como em relação à extensão coberta (urbano, intermunicipal, interestadual, internacional). 

### Transporte rodoviário
Espécie de transporte rodoviário é o transporte rodoviário de cargas, tradicionalmente regulado pela Lei nº 6.813/80. Todavia, em 2007, o legislador brasileiro promulgou nova lei para reorganizar o transporte de cargas no país por meio da Lei nº 11.482/2007. A atividade foi classificada como atividade comercial, de forma que todo contrato do tipo será oneroso, bilateral, comutativo, de execução imediata e de caráter individual. Em geral, a contraprestação é pecuniária, mas não impede, por exemplo, que a remuneração seja feita retendo o transportador uma parte da mercadoria transportada.
Admite-se que tal contrato seja formalizado com a emissão do conhecimento de transporte, título endossável, ou por um contrato específico. Em ambos os casos, é obrigatória a completa identificação das partes, dos serviços, e da natureza fiscal. Autoriza-se, em geral, que o transportador delegue o serviço a terceiros, mas sua responsabilidade perdura até a efetiva entrega da mercadoria. Sua obrigação é considerada de resultado, respondendo pela perda, dano, avaria e atrasos que ocorram.

### Transporte marítimo
O transporte marítimo é regulado pela legislação interna e pelas normas aprovadas em convenções internacionais. Dentre as normas internas, destaca-se o Código Comercial, arts. 566 e ss., que seguem em vigor, por não terem sido revogados pelo Código Civil de 2002. A legislação marítima, para além do Código Comercial, pode ser resumida da seguinte forma:
- Decreto nº 15.788/22, que regulava a execução dos contratos de hipoteca de navios. Foi revogado expressamente pelo Decreto nº 11/91;
- Decreto nº 18.399/28: dispunha sobre o regulamento para os ofícios privativos de notas e registro de contratos marítimos. Também foi revogado expressamente pelo Decreto nº 11/91;
- Decreto-Lei nº 6.272/44: ampliou as disposições do Decreto-lei nº 3.832, de 18 de novembro de 1941, que dispôs sobre a situação, perante o Instituto de Aposentadoria e Pensões dos Marítimos, dos armadores de pesca e dos pescadores e indivíduos empregados em profissões conexas com a indústria da pesca; segue em vigor.
- Decreto-Lei nº 19.473/30: regulava os conhecimentos de transporte de mercadorias por terra, água ou ar. Foi revogado expressamente pelo Decreto s/nº de 25 de abril de 1991;
- Decreto 46.986/59: dispunha sobre o uso e a ocupação de empresas de transporte marítimo. Foi revogado expressamente pelo Decreto s/nº de 25 de abril de 1991.
- Lei nº 9.432/97: dispõe sobre a ordenação do transporte aquaviário.
- Lei nº 9.611/98: dispõe sobre o transporte multimodal de cargas.
- Lei nº 10.233/2001: criou a ANTAQ (Agência Nacional de Transporte Aquaviário), que passou a ser o órgão competente para a normatização do transporte aquaviário no Brasil.

Diferente do mero contrato de transporte marítimo, é o cruzeiro turístico, que tem por objetivo a realização de um programa de viagem, interna ou internacional, que abrange transporte, hospedagem, visitas a locais e torno ao ponto de partida. Trata-se de contrato único, mas atípico, a que se aplicam regras de diversos outros contratos, como o de transporte e o de hospedam.

### Transporte aéreo
O transporte aéreo foi regulamentado pelo Congresso Internacional de Varsóvia de 1929 e por outros convênios subsequentes. Suas normas dispões a respeito do transporte de pessoas e coisas, da polícia internacional, da disciplina de imigração, da liberdade de sobrevoar território estrangeiro, da utilização de instalações de aeroportos, dos pousos de emergência, etc. No Brasil, o assunto também está regulado pelo Código Brasileiro de Aeronáutica (Lei nº 7.565/86), que regula o transporte aéreo e a responsabilidade do transportador. Da mesma forma que o transporte marítimo, criou-se também uma agência reguladora específica – a ANAC (Agência Nacional de Aviação Civil – pela Lei nº 11.182/2005.
A grande polêmica que gira em torno do transporte aéreo é a respeito da aplicabilidade da limitação de indenização prevista na Convenção de Varsóvia. A doutrina, em geral, aponta que tal Convenção já não seria mais aplicável, diante das normas de direito do consumidor que impedem a cláusula de limitação de indenização em contratos consumerícios. Assim, a respeito da hierarquia dos tratados internacionais, afirma Humberto Theodoro Júnior que “não há prevalência hierárquica do tratado sobre o direito interno, nem deste sobre o tratado internacional. Em consequência, estão no mesmo nível o tratado e a Lei Federal. De tal sorte, um tratado internacional que, em matéria de transportes, contiver, futuramente, disposições conflitantes com as do Código Civil haverá de revogar os preceitos deste, como o Código terá revogado as regras de tratado anterior nas mesmas condições. Observa-se, in casu, o princípio lex posterior derogat priori”.
Assim, segundo Carlos Roberto Gonçalves, “[a] perda da eficácia das aludidas normas limitativas [de responsabilidade civil por danos no transporte aéreo] foi reafirmada com a promulgação do Código de Defesa do Consumidor. Igualmente, o novo Código Civil (...) [n]ão estabeleceu nenhum limite para a indenização, salvo o correspondente ao valor da bagagem, quando declarado”. O STJ, em diversas ocasiões, decidiu pela inaplicabilidade das restrições indenizatórias da Convenção de Varsóvia.
Apesar da jurisprudência do STJ ter se consolidado nesse sentido, o STF entendeu que deveria haver aplicação da Convenção de Varsóvia, sendo, portanto, aplicável no Brasil a cláusula de limitação da responsabilidade constante neste tratado internacional. Em suas palavras, disse o STF, “Nos termos do art. 178 da Constituição da República, as normas e os tratados internacionais limitadores da responsabilidade das transportadoras aéreas de passageiros, especialmente as Convenções de Varsóvia e Montreal, têm prevalência em relação ao Código de Defesa do Consumidor”.
O STJ tem decidido a respeito de algumas práticas ilegais das companhias aéreas. Nesse sentido, não se admite que a companhia cancele a passagem de volta pela mera circunstância de o passageiro não ter se apresentado na ida: “É  abusiva  a  prática  comercial  consistente  no  cancelamento unilateral  e  automático de um dos trechos da passagem aérea, sob a justificativa  de  não ter o passageiro se apresentado para embarque no  voo  antecedente,  por  afrontar direitos básicos do consumidor, tais   como   a  vedação  ao  enriquecimento  ilícito,  a  falta  de razoabilidade  nas  sanções  impostas  e,  ainda,  a  deficiência na informação sobre os produtos e serviços prestados”. 
Já os atrasos nos voos tem sido considerados, em alguns casos, como dano in re ipsa, justificando, por si só, a indenização: “A postergação da viagem superior a quatro horas constitui falha no serviço de transporte aéreo contratado e gera o direito à devida assistência material e informacional ao consumidor lesado, independentemente da causa originária do atraso. (...) O dano moral decorrente de atraso de voo prescinde de prova e a responsabilidade de seu causador opera-se in re ipsa em virtude do desconforto, da aflição e dos transtornos suportados pelo passageiro” (REsp 1.280.372). No mesmo sentido, “O dano moral decorrente de atraso de voo opera-se in re ipsa. O desconforto, a aflição e os transtornos suportados pelo passageiro não precisam ser provados, na medida em que derivam do próprio fato”.  Além disso, não há dúvida de que o overbooking seja uma causa de dano moral. Segundo o STJ, “O impedimento de voo por causa de overbooking é causa de dano extrapatrimonial que deve ser indenizado”